# Chloroclystis androgyna
Chloroclystis androgyna är en fjärilsart som beskrevs av Claude Herbulot 1957. Chloroclystis androgyna ingår i släktet Chloroclystis och familjen mätare. Inga underarter finns listade i Catalogue of Life.